# Портрет картузіанця
«Портрет картузіанця» — портрет ченця, який виконаний олією на дереві відомим представником раннього нідерландського живопису Петрусом Крістусом. Картина є частиною колекції Джуля Баха, яка зберігається в Музеї мистецтва Метрополітен. Вважається шедевром раннього нідерландського живопису, і чудовим представником ранньої техніки Тромплею.

## Німб і реставрація
Портрет, який переданий на зберігання в Музей Метрополітен, містив німб над головою ченця. Зображення німбу було надзвичайно рідкісним в ранньму нідерландському живописі, і він довгий час залишався об'єктом спекуляцій. Дискусії відносно нього продовжувались до 1994 року, коли музей, готуючись до виставки Petrus Christus: Renaissance Master of Bruges, вирішив надати портрет на екзаменування експертам. Група фахівців старонідерландського живопису дійшла висновків, що німб, скоріше за все, був домальований у XVII ст., наслідуючи італійську тенденцію, в Іспанії. Значно пізніше він став частиною колекції віце-короля Майорки Дона Рамона де Омса, в якого його придбав американський індустріаліст Джуль Бах для своєї колекції. Фахівці рекомендували прибрати німб з картини для відтворення більш автентичного вигляду, адже Крістус був одним з перших нідерландських живописців, що по справжньому грали з іллюзією простору і світла. І додавання німбу змушувало глядача дивитись більше на передній план, що значно відрізнялося від первісного задуму художника. Після прибрання німбу з цієї роботи, музей пізніше прибрав їх і з інших робіт Крістуса, де їх автентичність підлягала сумніву.